# Раян Йогансен
Раян Йогансен (англ. Ryan Johansen, нар. 31 липня 1992, Ванкувер) — канадський хокеїст, центральний нападник клубу НХЛ «Нашвілл Предаторс».

## Ігрова кар'єра
Хокейну кар'єру розпочав 2008 року.

### НХЛ
На драфті НХЛ 2010 року Раяна вибирає в 1 раунді під загальним 4-м номером клуб «Коламбус Блю-Джекетс». 9 вересня 2010 року молодий хокеїст підписує з «Синіми Жакетами» трирічний контракт, згідно з яким, основний заробіток Раяна складає 900 тис. дол. з можливістю збільшення заробітної плати за різні бонуси до 1,975 млн млн. дол. в рік. Після зборів в тренувальному таборі Йогансен не зміг закріпитися в основному складі «Блю Джекетс» і був змушений вирушити грати за «Портленд Вінтергокс», назад у ЗХЛ, де й провів весь сезон.
Дебют Йогансена в НХЛ відбувся 7 жовтня 2011 року. Райан провів на льоду 8 хв. 46 сек. а його команда програла «Нашвілл Предаторс» з рахунком 2-3. Своє перше очко в НХЛ завоював 22 жовтня 2011 року в матчі проти «Отава Сенаторс», взявши участь у комбінації, яку завершив Кріс Расселл. А свою першу шайбу Райан закинув через три дні в турнірі Тая Конкліна у матчі проти «Детройт Реді Уінгз». На старті сезону після 9 проведених ігор в активі Йогансена було 2 шайби і 2 результативних передачі. Головний тренер «Синіх Жакетів» Скотт Арніл запевнив молодого хокеїста, що Райан залишиться гравцем основного складу «Блю Джекетс». В підсумку сезону 2011-12 Йогансен провів на льоду за «Коламбус» 67 матчів, в яких набрав 21 очко. Під час локаута в НХЛ в сезоні 2012-13 грав за фарм-клуб «Синіх Жакетів» — «Спрингфілд Фалконс». 24 лютого 2013 року Раян був викликаний з фарм-клубу в основний склад «Блю Джекетс», за який зіграв 40 матчів.
В сезон 2013-14 Йогансен став справжнім відкриттям у своїй команді. В рамках регулярного сезону Раян провів на льоду у складі «Синіх Жакетів» всі 82 матчі, в яких записав в свій актив 33 шайби і 30 результативних передач, тим самим вносячи великий внесок, в появу «Коламбус Блю Джекетс» в розіграші плей-оф Кубка Стенлі 2014 (другий раз в історії команди). Суперниками «Коламбуса» за першим раундом плей-оф стали гравці «Піттсбург Пінгвінс». Йогансен закинув свою першу шайбу в рамках плей-оф 19 квітня 2014 року, точним ударом у ворота Марка-Андре Флері, у другому матчі серії. Проте пройти далі першого раунду «Блю Джекетс» не змогли, поступившись «Пінгвінс» в шестиматчевій серії. А сам Раян в 6 матчах записав на свій бомбардирський рахунок 6 очок.
У цьому ж році підписав новий 3-річний контракт з «Коламбусом» на 12 млн.$ до кінця сезону 2016/17.
6 січня 2016 року був обмінений в «Нашвілл Предаторс» на захисника Сета Джонса. В першому ж своєму матчі в складі нового клубу проти «Колорадо Аваланч» забив гол і віддав результативну передачу.
В першому повному сезоні в складі «Нашвілла» став кращим бомбардиром команди. «Нашвілл Предаторс» дійшли до фіналу Кубку Стенлі, але поступилися «Піттсбург Пінгвінс» в 6 матчах. Сам Йогансен отримав травму в фіналі конференції проти «Анагайм Дакс» і не зіграв у фіналі. До травми був кращим бомбардиром команди в плей-оф, набравши 13 очок.

## Статистика

### Клубні виступи
| Сезон        | Клуб                   | Ліга         | Регулярний сезон | Регулярний сезон | Регулярний сезон | Регулярний сезон | Регулярний сезон | Плей-оф | Плей-оф | Плей-оф | Плей-оф | Плей-оф |
| Сезон        | Клуб                   | Ліга         | І                | Г                | П                | О                | ШХ               | І       | Г       | П       | О       | ШХ      |
| ------------ | ---------------------- | ------------ | ---------------- | ---------------- | ---------------- | ---------------- | ---------------- | ------- | ------- | ------- | ------- | ------- |
| 2008–09      | «Пентіктон Віз»        | BCHL         | 47               | 5                | 12               | 17               | 21               | 10      | 4       | 3       | 7       | 2       |
| 2009–10      | «Портленд Вінтергокс»  | ЗХЛ          | 71               | 25               | 44               | 69               | 53               | 13      | 6       | 12      | 18      | 18      |
| 2010–11      | «Портленд Вінтергокс»  | ЗХЛ          | 63               | 40               | 52               | 92               | 64               | 20      | 13      | 15      | 28      | 6       |
| 2011–12      | «Колумбус Блю-Джекетс» | НХЛ          | 67               | 9                | 12               | 21               | 24               | —       | —       | —       | —       | —       |
| 2012–13      | «Спрингфілд Фалконс»   | АХЛ          | 40               | 17               | 16               | 33               | 20               | 5       | 0       | 1       | 1       | 2       |
| 2012–13      | «Колумбус Блю-Джекетс» | НХЛ          | 40               | 5                | 7                | 12               | 12               | —       | —       | —       | —       | —       |
| 2013–14      | «Колумбус Блю-Джекетс» | НХЛ          | 82               | 33               | 30               | 63               | 43               | 6       | 2       | 4       | 6       | 4       |
| 2014–15      | «Колумбус Блю-Джекетс» | НХЛ          | 82               | 26               | 45               | 71               | 40               | —       | —       | —       | —       | —       |
| 2015–16      | «Колумбус Блю-Джекетс» | НХЛ          | 38               | 6                | 20               | 26               | 25               | —       | —       | —       | —       | —       |
| 2015–16      | «Нашвілл Предаторс»    | НХЛ          | 42               | 8                | 26               | 34               | 36               | 14      | 4       | 4       | 8       | 16      |
| 2016–17      | «Нашвілл Предаторс»    | НХЛ          | 82               | 14               | 47               | 61               | 60               | 14      | 3       | 10      | 13      | 12      |
| Усього в НХЛ | Усього в НХЛ           | Усього в НХЛ | 433              | 101              | 187              | 288              | 240              | 34      | 9       | 18      | 27      | 32      |

### Збірна
| Рік              | Команда          | Турнір           | Місце            | І | Г | П | О | ШХ |
| ---------------- | ---------------- | ---------------- | ---------------- | - | - | - | - | -- |
| 2011             | Канада           | МЧС              | 2                | 7 | 3 | 6 | 9 | 2  |
| Молодіжна збірна | Молодіжна збірна | Молодіжна збірна | Молодіжна збірна | 7 | 3 | 6 | 9 | 2  |